# (21799) Ciociaria
(21799) Ciociaria est un astéroïde de la ceinture principale.

## Description
(21799) Ciociaria est un astéroïde de la ceinture principale. Il fut découvert le 1er octobre 1999 à Campo Catino par Franco Mallia et Gianluca Masi. Il présente une orbite caractérisée par un demi-grand axe de 3,08 UA, une excentricité de 0,13 et une inclinaison de 17,0° par rapport à l'écliptique.

## Compléments